# بالون شناسایی

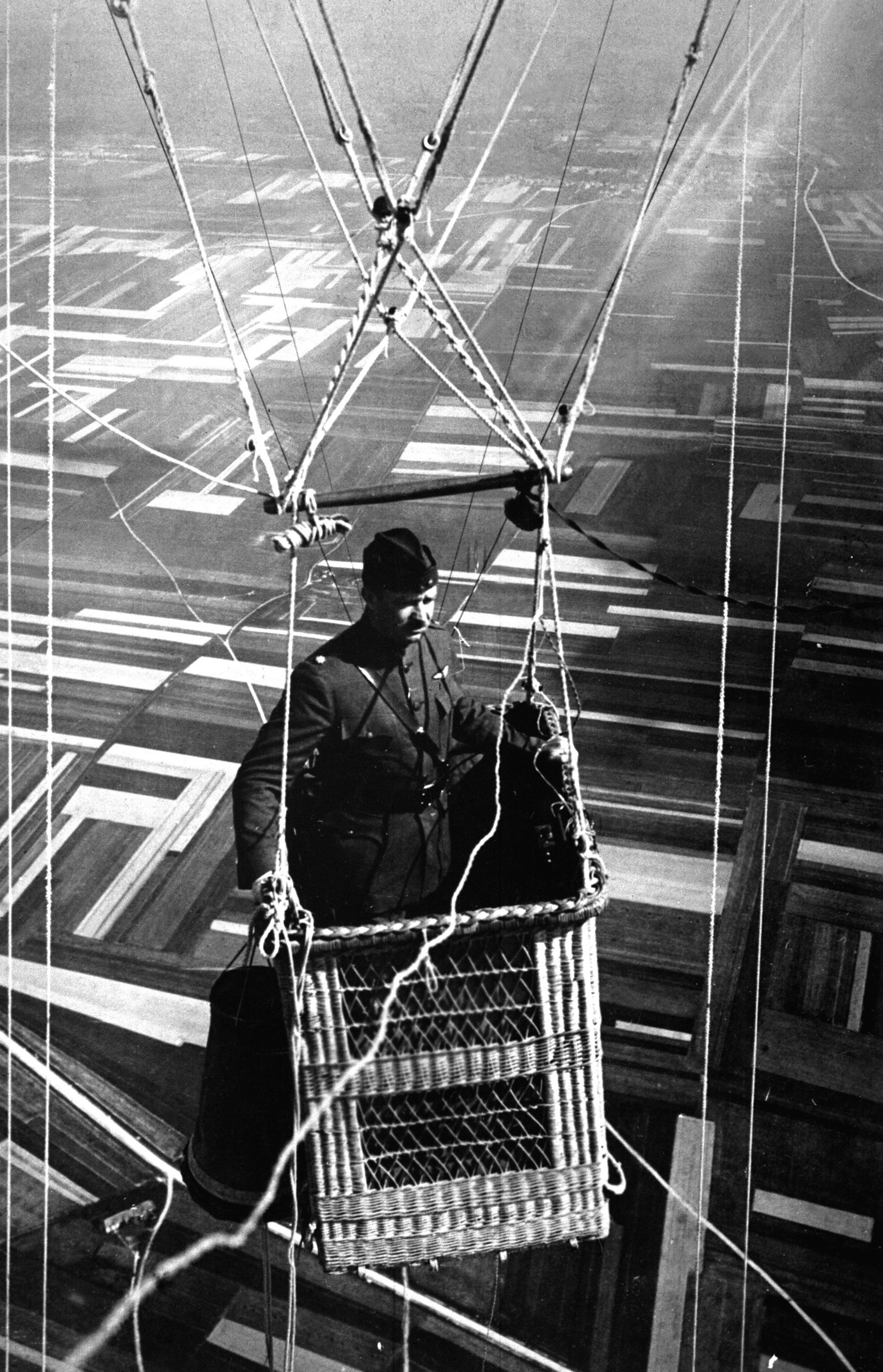
یک افسر آمریکایی در جنگ جهانی اول بر فراز زمین‌های نزدیک خط مقدم مشغول شناسایی است.

بالون شناسایی (انگلیسی: Observation balloon) بالونی است که در گذشته و پیش از اختراع هواپیما پیش از عملیات‌های نظامی برای جاسوسی، شناسایی شرایط دشمن و وضعیت استقرار نیروهای وی استفاده می‌شد، تا عملیات نظامی زمینی با آمادگی و اطلاعات کامل انجام شود. بالون شناسایی با هواپیمای شناسایی و سپس پهپاد شناسایی جایگزین شد.